# コスモス2175号
コスモス2175号（ロシア語: Космос-2175）はロシアのヤンターリ-4K2型画像偵察衛星。この衛星はソビエト連邦の崩壊後、ロシア連邦によって初めて打ち上げられた衛星である。1992年1月21日、プレセツク宇宙基地からソユーズUロケットによって打ち上げられた。
ヤンターリ-4K2型の63番目の衛星で、ヤンターリ-4K2型はコーバリトとも呼ばれた。コスモス2175号はミッションを終えて軌道を離脱、1992年3月20日に大気圏再突入を果たした後に回収されている。なおこの突入以前にも2つのカプセルが地球に帰還している。